# Temaiku
Temaiku (offiziell verwendete Schreibweise: Temwaiku) ist ein Ort im äußersten Südosten des Tarawa-Atolls in den zum Inselstaat Kiribati gehörenden Gilbertinseln im Pazifischen Ozean. 2020 hatte der Ort 5495 Einwohner.

## Geographie
Temaiku liegt auf dem Motu Bonriki an der Südostspitz des Atolls von Tarawa. Nördlich von Temaiku befindet sich der Flughafen Bonriki. Im Ortsgebiet gibt es eine Kirche der Kiribati Uniting Church.

## Klima
Das Klima ist tropisch heiß, wird jedoch von ständig wehenden Winden gemäßigt. Ebenso wie die anderen Orte des Tarawa-Atolls wird Temaiku gelegentlich von Zyklonen heimgesucht.